# (4254) Kamél
(4254) Kamél – planetoida z pasa głównego asteroid okrążająca Słońce w ciągu 4 lat i 85 dni w średniej odległości 2,62 j.a. Została odkryta 24 października 1985 roku w obserwatorium astronomicznym w Kvistabergu przez Claesa-Ingvara Lagerkvista. Nazwa planetoidy pochodzi od Larsa Kaméla, astronoma planetarnego. Przed jej nadaniem planetoida nosiła oznaczenie tymczasowe (4254) 1985 UT3.